# Бёрдон, Эрик
Эрик Виктор Бёрдон (англ. Eric Victor Burdon; род. 11 мая 1941, Уокер, Ньюкасл) — британский певец и автор песен, получивший известность прежде всего как вокалист группы «The Animals».
С детских лет проявлял интерес к музыке афроамериканских исполнителей, таких как Бо Диддли, Джон Ли Хукер, Би Би Кинг, Луис Армстронг и др., увлекался джазом, блюзом и рок-н-роллом. Во главе The Animals стал одним из лидеров «британского вторжения», завоевав всемирную известность с такими хитами, как «The House of the Rising Sun», «Good Times», «Don’t Let Me Be Misunderstood», «Bring It On Home to Me», «It’s My Life», «We Gotta Get Out Of This Place».
В 1966 году после распада оригинального состава собрал (с Барри Дженкинсом) Eric Burdon & the Animals, группу, в составе которой играли Джон Вейдер (позже вошедший в состав «Family» и Энди Саммерс (гитарист «The Police»). Этот состав (позже переименованный в «Eric Burdon and the New Animals») имел не меньшую популярность: синглы When I Was Young, Sky Pilot и Monterey выходили на 1-е место в Британии.
После распада группы в 1969 году Бёрдон объединил усилия с калифорнийской фанк-группой War, выпустив, в частности, считающийся сейчас классическим альбом Eric Burdon Declares «War» (c хит-синглами «Spill the Wine» и «Tobacco Road»).
В 1971 году Бёрдон начал сольную карьеру, дважды реформировал старый состав и возглавлял несколько разных групп, носивших название Eric Burdon Band, сохранив немало верных поклонников, прежде всего в Европе. Весной и летом 2007 года гастролировал в составе фестиваля «Hippiefest», организованного Кантри Джо Макдональдом.
На конец 2019 года Бёрдон продолжал выступать с концертами. В Youtube доступна запись его полуторачасового концерта с очередным составом «The Animals» 8 октября в Париже. 
Журнал "Роллинг Стоун" поместил Бёрдона на 57 место в списке величайших певцов мира.